# Rio Nyköping
Nyköping ou Nicopinga (em sueco: Nyköpingsån) é um rio do sul da província da Södermanland, na Suécia. Nasce na província de Närke, atravessa a Södermanland e deságua no mar Báltico, perto das cidades de Nyköping e Oxelösund. Tem uma extensão de 150 quilômetros  e é muito procurado para a prática da canoagem e da pesca da truta e do salmão.

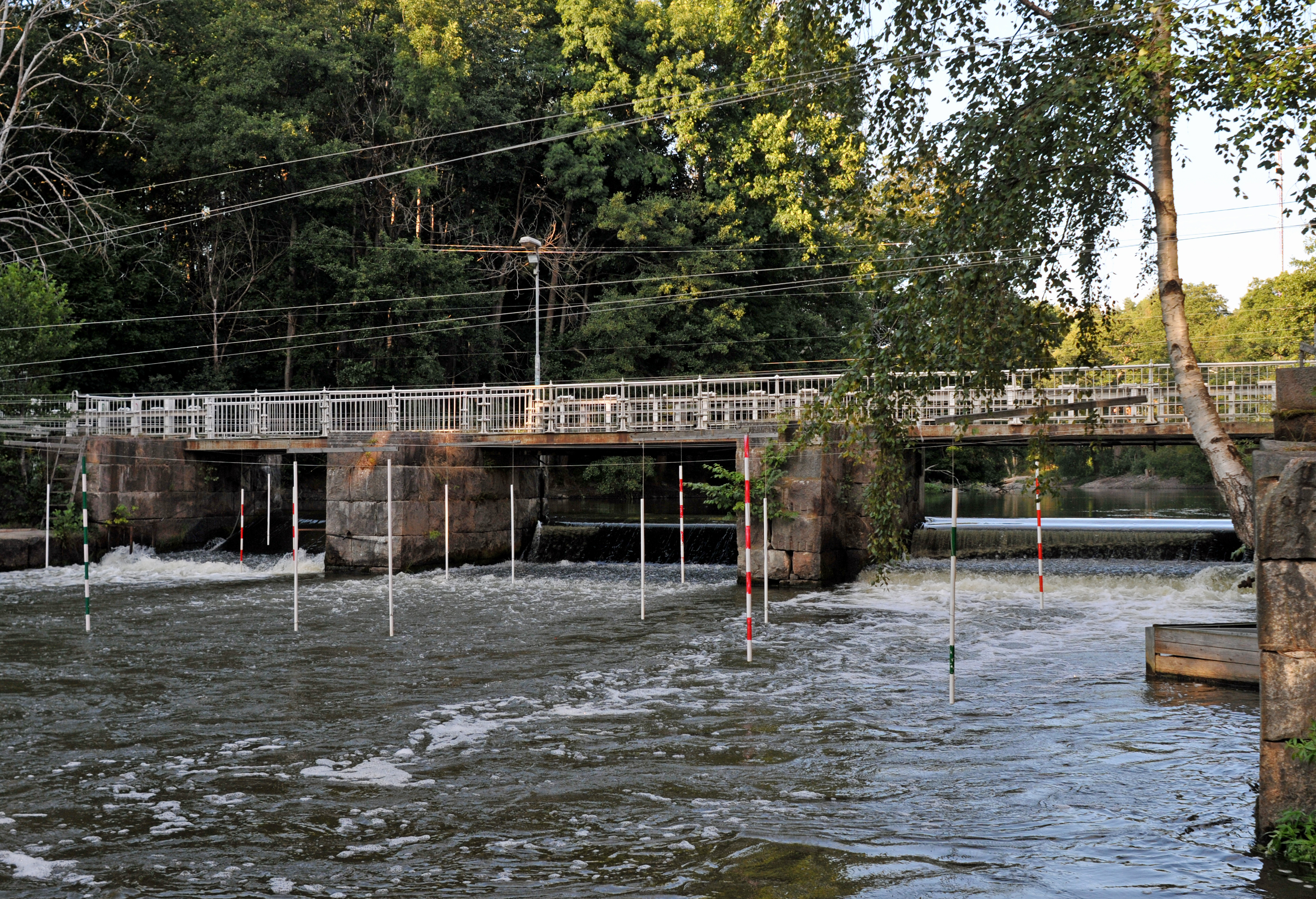
Pista de rápidos, onde é praticada a "canoagem de rápidos"
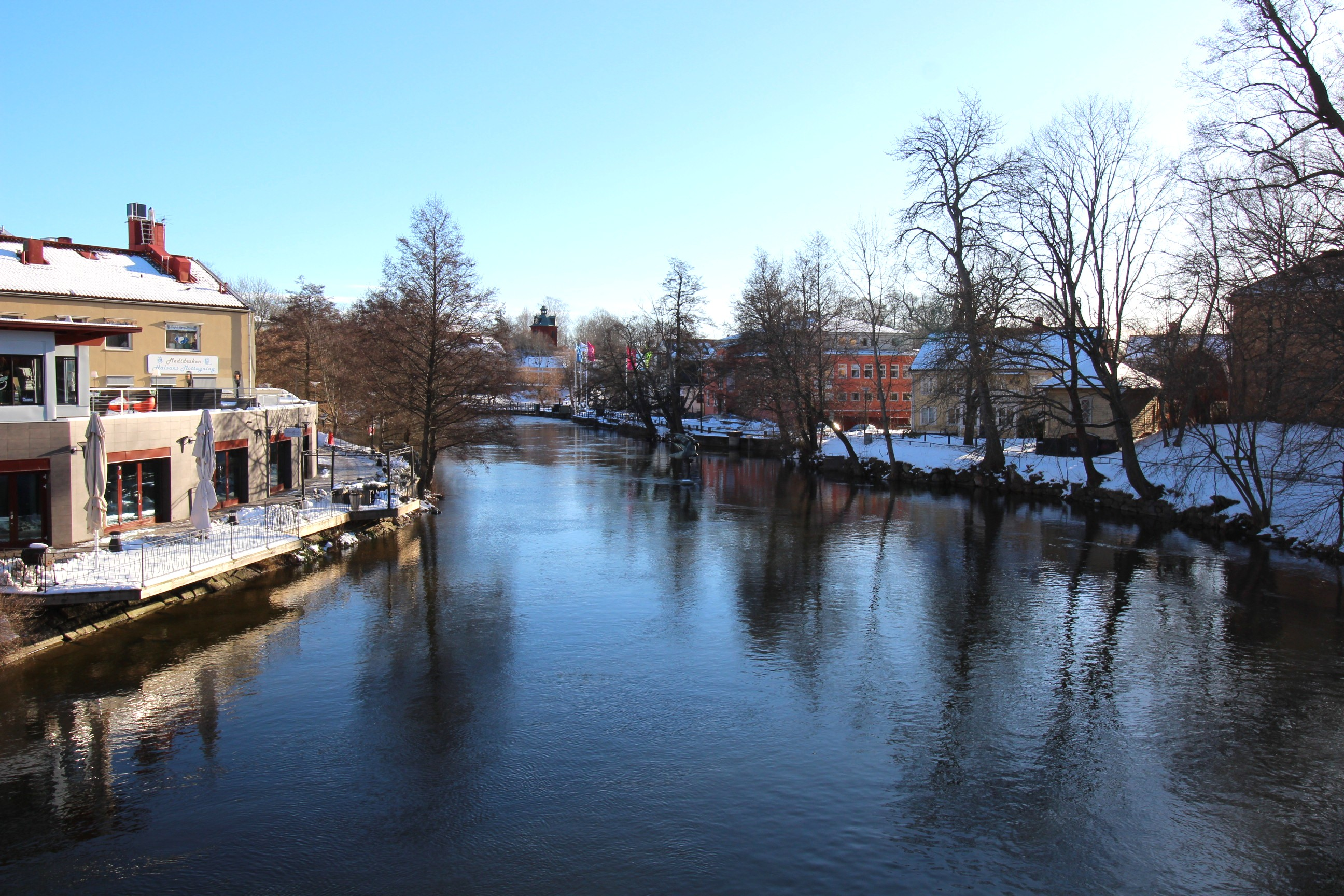
O rio e a cidade de Nyköping